# 코리아 마스터스
코리아 마스터스(Korea Masters)는 대한민국에서 매년 11월 또는 12월에 개최되는 국제 배드민턴 대회이다. 2007년에 수원에서 개최되면서 창설되었으며, 2008년에 여수시로, 2009년에는 화순군에서 진행되었다.